# National Security Agency
National Security Agency (NSA) – amerykańska wewnętrzna agencja wywiadowcza koordynująca m.in. zadania wywiadu elektronicznego, uformowana na polecenie prezydenta Trumana w kwietniu 1952 roku, na bazie struktury działającej od 1949 roku Agencji Bezpieczeństwa Sił Zbrojnych (Armed Forces Security Agency – AFSA). NSA podlega pod Departament Obrony i odpowiada przed Kolegium Połączonych Szefów Sztabów.
Do głównych zadań NSA należy monitorowanie, zbieranie i przetwarzanie informacji i danych na potrzeby działań wywiadowczych oraz kontrwywiadowczych, prowadzonych przez Stany Zjednoczone. Tym samym agencja specjalizuje się w wywiadzie ze źródeł elektromagnetycznych (SIGINT), a także w rozbudowanych niejawnych działaniach specjalnych (ang. clandestine operations). NSA jest również odpowiedzialne za ochronę i bezpieczeństwo amerykańskich sieci telekomunikacyjnych i systemów informatycznych. Choć szczegółowe dane są utajnione, szacuje się, że agencja zatrudnia ponad 30 tys. osób.

## Szczegółowe zadania
NSA przechwytuje i analizuje dane obcych państw w zakresie łączności radiowej, telefonicznej, internetowej oraz emisji wszelkiego rodzaju urządzeń radiolokacyjnych i systemów naprowadzania pocisków rakietowych. Podstawą technicznej infrastruktury wywiadowczej jest system Echelon. NSA koordynuje wszelkie działania Stanów Zjednoczonych w zakresie kryptoanalizy i cyberbezpieczeństwa. Zajmuje się zatem łamaniem systemów kodowych i szyfrowych innych państw oraz ochroną bezpieczeństwa systemów informacyjnych (ang. Information System Security – INFOSEC) łączności amerykańskiej, w tym łączności Białego Domu.
Koordynacją współpracy NSA z Siłami Zbrojnymi Stanów Zjednoczonych zajmuje się Centralna Służba Bezpieczeństwa (ang. Central Security Service – CSS), utworzona w 1972 roku. Szef CSS (jest nim szef NSA) kontroluje także działania rozpoznania radiotechnicznego, tzw. COMINT (Communications Intelligence) oraz rozpoznania radioelektronicznego, tzw. ELINT (Electronic Intelligence), wszystkich rodzajów sił zbrojnych.

## Utworzenie NSA
Agencja Bezpieczeństwa Krajowego wywodzi się z działającej od 20 maja 1949 roku Agencji Bezpieczeństwa Sił Zbrojnych AFSA. Centralna Agencja Wywiadowcza (CIA) początkowo miała być główną instytucją zajmującą się nasłuchem i przechwytywaniem korespondencji, lecz Departament Obrony uważał, że rola agencji w tej dziedzinie powinna ograniczać się do analizowania. Tymczasem dochodziło do konfliktów między Departamentem Stanu a poszczególnymi rodzajami sił zbrojnych, odbiorcami danych COMINT. W istocie Armed Forces Security Agency (AFSA) stała się kolejną (czwartą) służbą kryptologiczną rywalizującą ze swoimi odpowiednikami w siłach lądowych, marynarce wojennej i siłach powietrznych. W związku z tym w grudniu 1951 roku została powołana przez prezydenta Trumana specjalna grupa, która miała znaleźć metodę rozwiązania zaistniałych problemów.
W rezultacie tego, w kwietniu 1952 roku na podstawie rozkazu wykonawczego, na bazie struktury Agencji Bezpieczeństwa Sił Zbrojnych AFSA, utworzono Agencję Bezpieczeństwa Krajowego, która w ciągu kilku lat stała się największą fabryką wywiadowczą w wolnym świecie.

## Siedziba – Fort Meade
Siedziba NSA mieści się w Fort Meade (Fort George G. Meade), 5 mil na północny wschód od miasteczka Laurel w stanie Maryland (przy autostradzie pomiędzy Baltimore i Waszyngtonem).

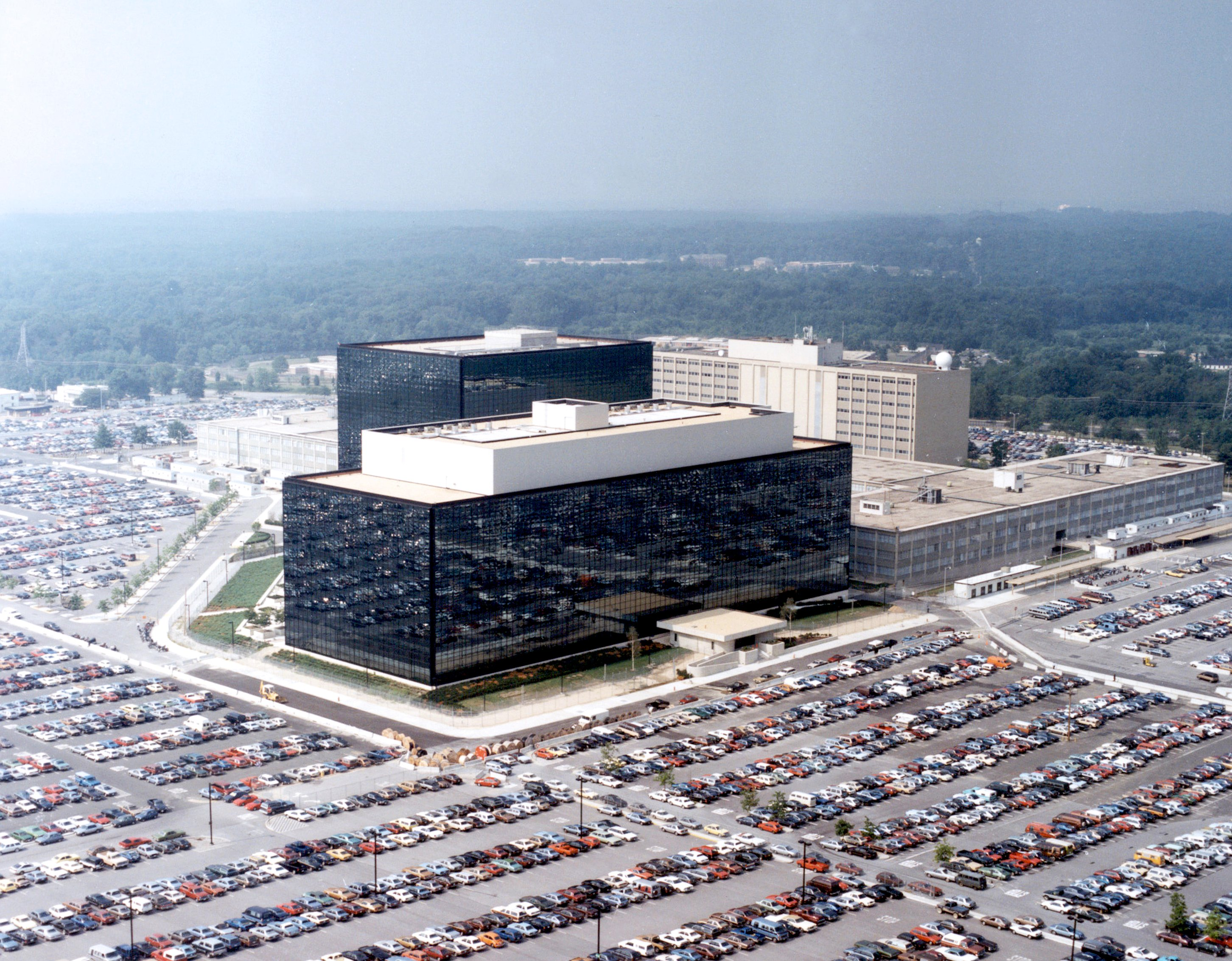
Siedziba Agencji Bezpieczeństwa Narodowego w Fort Meade w stanie Maryland zajmuje powierzchnię 260 hektarów

Nazwa centrali wywodzi się od imienia i nazwiska byłego generała Unii w czasie wojny secesyjnej, George’a Gordona Meade’a. Zajmująca powierzchnię 260 ha siedziba NSA jest najbardziej widocznym ze wszystkich obiektów, do których należą również stacje naziemne w Sugar Grove w zachodniej Wirginii, stacja badawcza i centrum treningowe w stanie Waszyngton, centrum danych w Bluffdale w stanie Utah oraz za granicą od Argentyny po Australię i Chińską Republikę Ludową.
Z Fort Meade agencja kieruje globalną siecią dozoru źródeł emisji fal elektromagnetycznych, posługując się satelitami, samolotami i systemem stacji naziemnych. Tuż obok centrali znajduje się miejsce na parking samochodowy na ok. 18 tys. pojazdów; NSA dysponuje wydzielonym zjazdem z jednej z głównych autostrad, z którego korzystać mogą jedynie pracownicy agencji. Fort Meade jest głównym ośrodkiem studiów kryptologicznych NSA, a komputerowe centrum badawcze uważane jest za największe skupisko matematyków na świecie. Agencja Bezpieczeństwa Narodowego jest największym pracodawcą w stanie Maryland. Fort Meade jest drugim co do wielkości odbiorcą elektryczności w stanie; każdego roku 21 milionów dolarów amerykańskich z budżetu NSA jest przeznaczonych na jej opłacenie.

## Współpraca (UKUSA)
NSA szeroko współpracuje z agencjami wywiadowczymi w kraju i agencjami wywiadu sojuszników Stanów Zjednoczonych. Dzięki tajnemu porozumieniu zawartemu w 1947 roku, tzw. porozumienie UKUSA (United Kingdom – United States of America Security Agreement) łączy operacje wywiadu radiowego Australii, Kanady, Nowej Zelandii, Stanów Zjednoczonych i Wielkiej Brytanii, m.in. z brytyjską Centralą Łączności Rządowej (Government Communications Headquarters), kanadyjską Służbą Bezpieczeństwa Łączności (Communications Security Establishment), australijskim Zarządem Łączności Ministerstwa Obrony (Defence Signals Directorate) oraz nowozelandzkim Biurem Bezpieczeństwa Łączności Państwowej (Government Communications Security Bureau). Mimo współpracy dzięki porozumieniu UKUSA, nie brakowało takich wypadków jak chowanie przed sobą ważnych informacji i wzajemne podejrzenia.
W wydanej w 1991 roku książce „Łowca Szpiegów” (Spycatcher), która jest pamiętnikiem jednego z oficerów brytyjskiej Tajnej Służby MI5, można przeczytać:
„Jeżeli Amerykanie zamierzali złamać jakiś szyfr i nie zamierzali dzielić się z nami rezultatami, albo jeśli chcieli działać przeciwko nam lub innym państwom Wspólnoty Brytyjskiej, a jesteśmy pewni, że to robili, to Sztab D, był najlepszym miejscem do wykonania takich operacji.”

## Przestrzeń kosmiczna
W przestrzeni kosmicznej NSA monitoruje dwie kategorie sztucznych satelitów Ziemi – komercyjne satelity i satelity rozpoznawcze ELINT.

## Drukarnia i wytwórnia
W siedzibie Narodowej Agencji Bezpieczeństwa działa wielka drukarnia i wytwórnia mikroprocesorów dla potężnego parku komputerowego agencji, która prowadzi także Narodową Szkołę Kryptologiczną.

## Tajność NSA
NSA została powołana jako tajna. Rozporządzenie prezydenta Stanów Zjednoczonych, Harry’ego S. Trumana z 24 października 1952 roku, powołujące do życia NSA, było ściśle tajne. Utajniony pozostaje statut agencji (poza opublikowanym w 1984 roku niewielkim fragmentem dotyczącym zwolnienia NSA z pewnych ograniczeń w korzystaniu z danych rozpoznania radiotechnicznego, COMINT). Kierownictwo agencji dokłada wszelkich starań, aby pozostać w cieniu. Przez całe lata zapytani o miejsce pracy członkowie jej personelu nie mieli prawa wymieniać nazwy i musieli odpowiadać np. „w Departamencie Obrony (DoD)”. Cywilnych pracowników agencji obowiązują liczne ograniczenia, wolno im np. korzystać wyłącznie z pomocy dentystów sprawdzonych przez biuro ochrony NSA, muszą także informować o zawarciu przez krewnych związku małżeńskiego z cudzoziemcem lub cudzoziemką. Tak wysoki stopień utajnienia doprowadził z czasem do humorystycznego tłumaczenia skrótu NSA jako No Such Agency (ang. nie ma takiej agencji).
Mimo tajemnicy, jaką otacza się agencja, z biegiem lat ujawnione zostały niektóre efekty jej pracy, jak np. nagrania rozmów Leonida Breżniewa z najwyższej rangi dostojnikami radzieckimi, prowadzonych przez telefon zainstalowany w limuzynie I sekretarza KPZR, pogawędek dyktatora Panamy, Manuela Antonia Noriegi, z kochanką, przechwycone informacje, które pozwoliły zidentyfikować Libijczyków ponoszących odpowiedzialność za zamach bombowy na samolot pasażerski linii Pan Am, w 1988 roku, nagrania rozmów telefonicznych kolumbijskiego lorda kokainowego, Pablo Escobara, umożliwiające zlokalizowanie jego miejsca pobytu.

## Dezerterzy
Pierwsze jawne informacje o charakterze działalności Agencji Bezpieczeństwa Narodowego nadeszły z niespodziewanego źródła – z Moskwy.
We wrześniu 1960 roku dwaj pracownicy NSA (kryptoanalitycy), William H. Martin i Bernon F. Mitchell, zbiegli do Związku Radzieckiego. Na konferencji prasowej oskarżyli rząd Stanów Zjednoczonych o działania przeciwko Związkowi Radzieckiemu. Powiedzieli m.in. także o współpracy służb specjalnych USA i Wielkiej Brytanii, Kanady, Australii i Nowej Zelandii. Dodali również, że NSA prowadzi rutynowy nasłuch łączności ponad 40 państw, m.in. Związku Radzieckiego, Polski, Czechosłowacji i innych państw bloku wschodniego, ale też swoich sojuszników, w tym Francji, Włoch i Turcji. W 1963 roku w Moskwie pojawił się kolejny pracownik NSA, Victor N. Hamilton.
Hamilton od 1957 roku pracował w NSA jako analityk. Urodzony w Libii, ożenił się z Amerykanką i wyjechał do USA, gdzie otrzymał obywatelstwo amerykańskie. Po 18 miesiącach jego pracy w NSA agencja zorientowała się, że Hamilton ma problemy ze zdrowiem psychicznym, lecz nie zwolniono go z powodu jego znajomości języków obcych, w tym arabskiego. Hamilton pracował w sekcji Bliskiego Wschodu wydziału ALLO, All Other Countries. Jego obowiązki polegały na przechwytywaniu i analizie łączności takich krajów jak: Iran, Irak, Liban, Jordania, Arabia Saudyjska, Jemen, Libia, Maroko, Tunezja, Grecja, Turcja i Etiopia.
Hamiltona z NSA zwolniono w kwietniu 1959 roku z powodu depresji. Nagle w lipcu 1963 roku Hamilton pojawił się w stolicy Związku Radzieckiego, Moskwie. Tam bardzo głośno obnosił się z sekretami Agencji Bezpieczeństwa Narodowego. W wywiadach dla gazet i telewizji radzieckiej oświadczył, że on i jego koledzy trudnili się łamaniem kodów i szyfrów dyplomatycznych oraz podsłuchem łączności ONZ. Po wywiadach w moskiewskiej telewizji jakikolwiek słuch o Victorze Hamiltonie zaginął. Dopiero w 1992 roku organizacja Akr Project zajmująca się poszukiwaniem żołnierzy amerykańskich sił zbrojnych wziętych do niewoli lub zaginionych podczas działań wojennych odnalazła Wiktora Hamiltona w Szpitalu Specjalnym numer 5, w Troickoje pod Moskwą. Władze szpitala określiły go jako pacjenta cierpiącego na paranoję i inne zaburzenia psychiczne. Poinformowali, że Hamilton nie chce poddać się kuracji i jest świadom rozpadu Związku Radzieckiego.

## Ustawa o inwigilacji zagranicznych służb wywiadowczych
Foreign Intelligence Surveillance Act, ustawa o inwigilacji zagranicznych służb wywiadowczych, uchwalona w 1976 roku przez Kongres Stanów Zjednoczonych, określa zasady tajnej inwigilacji osób podejrzanych o działalność szpiegowską w Stanach Zjednoczonych. Inne prawa odnoszące się do NSA ograniczają zakres podsłuchu stosowanego przez agencję do łączności zagranicznej, co oznacza, że jeden z rozmówców powinien znajdować się na terytorium USA, a drugi poza nim. Monitorowanie obywateli własnego państwa jest zakazane. NSA może natomiast bez ograniczeń podsłuchiwać łączność instytucji co prawda mieszczących się na terytorium kraju, ale eksterytorialnych, jak np. ambasad i konsulatów. Specjalny nakaz jest konieczny w przypadku pracownika danej ambasady rozmawiającego przez telefon mieszczący się poza eksterytorialnym terytorium placówki dyplomatycznej.
Bodźcem do wprowadzenia regulacji prawnych ograniczających stosowanie podsłuchu przez NSA i poddających tego rodzaju praktyki kontroli z zewnątrz były rezultaty dochodzenia prowadzonego przez kongres w 1975 roku w sprawie operacji wywiadu wewnętrznego NSA (Shamrock – zob. Operacja Shamrock). Okazało się, że prawie przez 30 lat amerykańskie agencje rządowe zajmujące się podsłuchem otrzymywały (na mocy porozumień z kompaniami telekomunikacyjnymi) zapisy wszystkich telefonów zagranicznych. W ramach jednej fazy operacji Shamrock (Minaret), na tzw. watch list znalazło się ok. 1800 obywateli amerykańskich. Wśród nich byli tacy ludzie jak: Martin Luther King jr, aktorka Jane Fonda, piosenkarka Joan Baez oraz słynny pediatra, dr Benjamin Spock. Podczas trwania operacji Shamrock Agencja Bezpieczeństwa Narodowego sporządziła teczki 75 tysięcy obywateli amerykańskich.

## Nowe zadania
Po rozpadzie Związku Radzieckiego i zakończeniu zimnej wojny NSA, podobnie jak CIA czy DIA oraz inne agencje wywiadowcze Stanów Zjednoczonych, szuka dla siebie innych nowych zadań w rodzaju gromadzenia danych ELINT.
Tym razem celem są przemytnicy narkotyków, jak np. Pablo Escobar, który został zabity 2 grudnia 1993 roku przez specjalny oddział kolumbijskiej policji (przy tym także byli agenci DEA), po tym, jak został namierzony przez specjalistów z NSA i CIA.
Bardzo ważnym celem NSA stała się także walka z międzynarodowym terroryzmem, zwłaszcza po atakach bombowych na ambasady amerykańskie w Kenii i Tanzanii oraz ataku terrorystycznym na niszczyciel rakietowy USS Cole w porcie Aden w Jemenie 12 października 2000 roku. Po samobójczych atakach terrorystycznych na World Trade Center i Pentagon z 11 września 2001 roku terroryzm zajął miejsce pierwszoplanowe.

## Dyrektorzy NSA
1. gen.por. Ralph Canine: 1952–1956 (USA)
2. gen.por. John Samford: 1956–1960 (USAF)
3. wiceadm. Laurence Frost: 1960–1962 (USN)
4. gen.por. Gordon Blake: 1962–1965 (USA)
5. gen.por. Marshall Carter: 1965–1969 (USA)
6. wiceadm. Noel Gaylor: 1969–1972 (USN)
7. gen.por. Samuel Phillips: 1972–1973 (USAF)
8. gen.por. Lew Allen: 1973–1977 (USAF)
9. wiceadm. Bobby Inman: 1977–1981 (USN)
10. gen.por. Lincoln Faurer: 1981–1985 (USA)
11. gen.por. William Odom: 1985–1988 (USA)
12. wiceadm. William Studeman: 1988–1992 (USN)
13. wiceadm. John McConnell: 1992–1996 (USN)
14. gen.por. Kenneth Minihan: 1996–1999 (USA)
15. gen.por. Michael Hayden: 1999–2005(USAF)
16. gen.por. Keith B. Alexander: 2005–2014 (USAF)
17. adm. Michael S. Rogers: 2014–2018 (USN)
18. gen. Paul M. Nakasone: 2018 – 2024 (USA)
19. gen. Timothy D. Haugh(inne języki) – 2024 – obecnie (USAF)

Formacja macierzysta:
- USA – United States Army: siły lądowe
- USAF – United States Air Force: siły powietrzne
- USN – United States Navy: marynarka wojenna